# Fysostigmin
Fysostigmin (též známý jako eserin, z „éséré“, západoafrického názvu pro kalabarský bob) je parasympatomimetický alkaloid obsažený v kalabarském bobu, semeni puchýřnatce jedovatého (Physostigma venenosum). Působí jako reverzibilní inhibitor acetylcholinesterázy.
Poprvé byl syntetizován v roce 1935 Percym Lavonem Julianem a Josefem Piklem. Jako léčivo je k dispozici například pod obchodními názvy Antilirium, Eserine Salicylate, Isopto Eserine a Eserine Sulfate (INN: fysostigmin). V Česku je registrován léčivý přípravek Anticholium.

## Farmakologie a použití
Fysostigmin zasahuje do metabolismu acetylcholinu. Je kovalentním reverzibilním (vazba se uvolňuje hydrolýzou) inhibitorem acetylcholinesterázy, enzymu odpovědného za štěpení acetylcholinu na synaptických štěrbinách nervosvalových plotének. Nepřímo stimuluje nikotinové a muskarinové receptory.
Používá se k léčbě myasthenie gravis, glaukomu, Alzheimerovy choroby a gastroparézy. Zřejmě zlepšuje krátkodobou paměť (Krus et al. 1968). Nedávno[kdy?] se začal používat k léčení ortostatické hypotenze.
Protože je terciárním aminem (a tedy netvoří vodíkové můstky), může procházet přes hematoencefalickou bariéru. Salicylát fysostigminu se používá k léčbě předávkování atropinem, skopolaminem a jinými anticholinergiky.
Fysostigmin je antidotum volby při otravě durmanem obecným a rulíkem zlomocným (protože tyto rostliny obsahují atropin, skopolamin a další podobné látky). Používá se i při otravě GHB, ale jeho účinnost je nízká a často naopak přidává další toxické účinky, proto není doporučen pro takovou léčbu.

### Předávkování
Předávkování způsobuje cholinergní syndrom. Objevuje se nauzea, zvracení, průjem, anorexie, závratě, bolest hlavy a žaludku, pocení, dyspepsie a křeče.